# Bells of Innocence
Bells of Innocence è un film horror del 2003 diretto da Alin Bijan con Mike Norris, Marshall R. Teague, Carey Scott, David A.R. White e Chuck Norris.

## Trama
Il film si apre all'inizio degli anni '30 con un antefatto. Nei pressi di un villaggio, due nativi americani seduti attorno a un fuoco vedono arrivare d'improvviso un uomo in abiti moderni inseguito da un gruppo di persone incappucciate. I due indiani tentano di fuggire ma verranno uccisi dagli incappucciati. Con un salto temporale, l'azione si sposta nell'epoca contemporanea. Tre giovani predicatori, appartenenti a una comunità protestante, si recano in Messico con l'intenzione di svolgere opera di evangelizzazione ma il loro aereo, per un guasto, li blocca nel villaggio dell'antefatto, che si rivela essere completamente controllato dal Male. I tre predicatori devono quindi affrontare entità misteriose, predicatori satanici, bambini posseduti dal demonio e gruppi di abitanti che praticano sistematicamente linciaggi; per sopravvivere, si aggrappano alla loro fede e trovano un aiuto nel ranchero Matthew, che vive subito fuori dal villaggio, osteggiato dalla comunità.
Si scopre poi che l'anziano del villaggio non è altro che un'emanazione di Satana che, controllando da secoli il villaggio, si prepara a condurre una guerra del Male, mentre Matthew è un inviato di Dio con lo scopo di osservare e tenere sotto controllo la situazione, aiutando le persone a ritrovare la propria fede. Tutto è pronto per un'Armageddon finale, guidata dai bimbi indemoniati, e Matthew avrà bisogno dell'aiuto dei predicatori che si trovano quindi a dover scegliere da quale parte stare in una battaglia destinata a durare per tutta l'eternità.